# Muscle carré fémoral
Le muscle carré fémoral (ou muscle carré crural) est un muscle du membre inférieur.
Il fait partie des muscles fessiers profonds et des muscles pelvi-trochantériens.

## Description
Le muscle carré fémoral est un muscle aplati et quadrangulaire situé à la partie postérieure de l’articulation coxale reliant l'os coxal au fémur.

## Origine
Le muscle carré fémoral se fixe sur le bord latéral de la tubérosité ischiatique.

## Trajet
Le muscle carré fémoral se dirige transversalement derrière l'articulation coxale.

## Terminaison
Le muscle carré fémoral se termine en s'insérant sur le tubercule du muscle carré fémoral situé à la jonction du tiers supérieur et des deux tiers inférieurs de la crête inter-trochantérique. 

## Innervation
Le muscle carré fémoral est innervé par un nerf commun avec le muscle jumeau inférieur : le nerf du muscle carré fémoral issu des racines L4, L5 et S1 du plexus sacré.

## Anatomie fonctionnelle
Le muscle carré fémoral est rotateur externe et adducteur de la cuisse.